# 駅前魔法学園!!
『駅前魔法学園!!』（えきまえまほうがくえん）は2011年7月にJIVEから出版されたテーブルトークRPG。著者は藤浪智之だが、システムデザインは三輪清宗が担当している。

## 概要
「魔法が実在する」2011年の現代日本を舞台としたTRPG。
この世界では魔法が科学と同じように人類社会に認知されているが、それ以外の面ではまったく現実の世界と変わらない風景や文化が広がっている。プレイヤーキャラクター(PC)は魔法使いの資格を得るためのカルチャースクール「駅前魔法学園」に通う生徒となり、講師から提出される課題（多くは街で起こる魔法的事件の解決）をクリアしながら、一人前の魔法使いとなることを目指す。
著者の藤浪が得意とするエブリデイ・マジックの雰囲気を存分に盛り込んだゲームで、「魔法が日常生活の一部にとけこんでいる風景」を表現するための独自のルールシステムがふんだんに組み込まれている。

## システム

### キャラクター作成
本作のPCは「クライマックスデータ」「ミドルデータ」「パーソナルデータ」の三つの要素によって作られている。

#### クライマックスデータ
クライマックスデータとは、キャラクターの「戦闘能力」に関するデータである。これは「バーテム」と「マギカスタイル」と呼ばれるキャラクタークラスをそれぞれ1つずつ選ぶことで、キャラクターの能力値と「マギアーツ」が決定される。
「バーテム」はキャラクターの戦術的役割を表すクラス分類で、基本ルールブックには5種掲載されている。一方、「マギカスタイル」はキャラクターが魔法学園で専攻している魔法の種類を表すクラス分類で、基本ルールブックには8種掲載されている。クラスの一覧については駅前魔法学園!!#キャラクタークラスを参照。
なお、マギアーツとはキャラクターが使える「魔法の技」のことであり、「バーテム」および「マギカスタイル」にそれぞれ数十個が用意されている。キャラクターは取得可能なマギアーツの中から5つ選択する。ただし「自動習得」と明記されたマギアーツはこの5つの制限とは無関係に習得できる。なお、マギアーツの中にはレベルが設定させているものもあり、そのようなマギアーツはキャラクターの成長などにより上昇させることができる。レベルが上昇したマギアーツはより強力な効果を与えることができるようになる。

#### ミドルデータ
ミドルデータとは、キャラクターの「調査能力」に関するデータであり、キャラクターがどのような「スキル」を使えるかを決定するものである。ミドルデータは「スチューデントレコード」と呼ばれる複数のチャートをロールオアチョイスすることによって決定される。
スチューデントレコードが表現する要素は「街での姿」「学園での姿」「趣味」「選択科目」「QM」であり、キャラクターがどのような学園生活を送っているかを表すものである。
なお、スキルとはキャラクターの「日常の技」のことであり、後述する行為判定に影響を与える。魔法に関するスキルもあるが、マギアーツとの違いは原則的には戦闘には使えないところである。なお、個々のスキルにはレベルがありキャラクターの成長などにより上昇させることができる
また、「QM」とはPCに憑いている魔法の精霊のような存在であり、それはマスコットのような妖精であることもあれば、PCが大事にしているアイテムのこともある。自我をもってPCに話しかけてくるQMもいれば、そうでないものもいる。どの魔法使いにもQMがいるわけではないため、その正体は不明なことは多いのではあるが、本作のPCは必ず一体のQMを持つ。

#### パーソナルデータ
ミドルデータとは、キャラクターの「経歴」に関するデータであり、キャラクターの背景設定を彩らせるものである。また、経歴によって「特徴」と呼ばれる特別な能力を得られる。パーソナルデータは「ライフパス」と呼ばれる複数のチャートをロールオアチョイスすることによって決定される。
パーソナルデータが表現する要素は「入学動機」「（入学までの）経歴」「今までに出あったことのあるNPC」である。

### 行為判定
行為判定は2D6（「六面体ダイス二個」の意味）を使った上方判定、つまりの二つのダイスの出目の合計が大きいほど良いとする方式が使われている。また、出目の合計がクリティカル値（通常は12）以上ならば判定は絶対に成功し、出目の合計がファンブル値（通常は2）以下ならば判定は絶対に失敗する。
なお、スキルを使用することができる状況であれば、行為判定に使用できるダイスの数がスキルレベルに等しい数だけ増える。その場合はダイスを全部振って出目を出し、その中から好きなダイス二個の出目のみ採用する。
スキルが使用できる状況とは、基本的に以下である。
- そのシーンがミドルフェイズ（後述）であること。
- 「そのスキルをどのようにして使うか」をGMに説明して、GMが納得すること

例えば、図書館で本を調べるという行為判定において、<本の知識>というスキルが役立つことは容易に説明できるだろうが、<料理>のスキルをどのように使うかはなかなか説明できないだろう。そのような場合、GMは<本の知識>の使用は許可しても、<料理>のスキルの使用を却下しても良い。また、スキルの使用法が説明できても無理があったり汎用的過ぎる（例えば「司書に<料理>を振る舞い協力を依頼する」という使用法は多くの判定で「得意な人の協力を仰ぐ」という使い方ができる）場合もGMは却下することができる。ただし、アクションポイント（後述）を使用すればこれらの行為も認められる。
なお、クライマックスフェイズ（後述）では原則的にスキルは使用できないが、一部のマギアーツは戦闘に関する行為判定のダイス数を増やす効果を持つ。

#### アクションポイント
アクションポイントは「どれだけの労力を調査につぎ込めるか」を表すポイントであり、PCの時間的余裕を表すリソースである。
このアクションポイントを1点使用することで、PCは以下のことが可能となる。
- 失敗した行為判定を振りなおすことができる。
- GMから使用を却下されたスキルで行為判定ができる[1]。
- 他人の判定を支援することができる。

これらの効果は「時間をかけて丁寧に仕事をこなした」という解釈である。どれだけ時間をかけても<料理>スキルで本を探すことは不可能だと感じるかもしれないが、アクションポイントが使われた場合「魔法」を解してスキルの使い方に応用を利かしたと解釈しても良いこととなっている。このため、アクションポイントさえ支払えば、理屈を無視してそのスキルを使用することができる。
アクションポイントはスチューデントレコードの「趣味」と「選択科目」の組み合わせにより最大値が決定される。ミドルフェイズ（後述）ならばいつでも使用可能だが、セッション（一回のゲームプレイのこと）が終わるまでは原則的に回復させることができない。セッション終了時に最大値まで回復する。
他に以下のような使用もできる。
- マナソースの入手による街の危機の進行（後述）を抑えることができる。
- 所持するスキルをクライマックスフェイズに使用できる。

### マナソース
マナソースとは魔法のエネルギー源になる力のことで世界中の様々なモノに宿っている。マナソースには4種類が存在し、PCが使う魔法（マギアーツ）の中には特定の種別のマナソースを使用しなくてはならないものもある。
マナソースはゲーム中はトランプのカードで表される。なお、本作のプレイにはジョーカー2枚が入ったトランプ1セット（54枚）が必要である。
原質（マテリアル）
物質に宿るマナソース。トランプのダイヤのスートで表される。
精魂（スピリット）
精神に宿るマナソース。トランプのハートのスートで表される。
形象（エレメント）
意味に宿るマナソース。トランプのクラブのスートで表される。
クラガリ
常闇に宿るマナソース。トランプのスペードのスートで表される。使用するとダメージを受ける。
PCがゲーム中にマナソースを入手できる手段は以下のとおり。
- ゲーム中でGMが用意したイベントをクリアに成功すれば、GMが指定したマナソースのカードを得られる。
- ゲーム中でGMが用意したイベントをクリアに失敗した場合、山札からカードを1枚引ける。クラガリのソースを入手すると「街の危機」が上昇する。
- ゲーム中にランダムに発生する「アクシデント」をクリアすれば、山札からカードを1枚引ける。クラガリのソースを入手すると「街の危機」が上昇する。
- ミドルフェイズの舞台裏処理（後述）を行うことで、山札からカードを1枚引ける。クラガリのソースは入手できない（引きなおしになる）。

入手したマナソースは手札となり、使う場合はテーブル上に表向きにして提出する。使われたカードは「場札」としてゲーム中はずっとテーブル上に残り、場札の総数がゲームの影響を与えることもある。マナソースを使ってできることは以下の通り。
- マナソースが必要なマギアーツを使う
- MP（マナポイント）が必要なマギアーツを使うとき、MPの代わりにマナソースを支払っても良い。手札を場に出すことで、カードの数字と等しいMPを支払ったとみなされる。
- マナソースを1枚使うごとに、行為判定のダイスを一個増やせる
- 戦闘時に自分の専門系統と等しいスートのマナソースを1枚使うごとに、ダメージのダイスをカードの数字だけ増やせる。「自分の専門系統」はQMによって決定されている。

### シナリオの進行
シナリオの進行にはシーン制が採用されている。また、1回のセッションはオープニング、ミドル、クライマックス、エンディングの4つのフェイズに分けられ、1回のセッションで1本のシナリオを確実に消化することを目指す仕組みになっている。
本作最大の特徴は、ミドルフェイズとクライマックスフェイズで使える能力が全く異なることである。原則的には、スキルはミドルフェイズでしか使用できず、マギアーツはクライマックスフェイズにしか使用できない。また、後述の戦闘ルールが適用されるのはクライマックスフェイズのみである。

#### ミドルフェイズ
本作のミドルフェイズはシナリオの舞台となる「町」の各所を探索し、魔法的事件の原因と解決方法を調査するためのパートである。
まずGMはミドルフェイズ開始時に、テーブルの上にトランプを数枚裏向きにする。トランプは一枚一枚が「街のなんらかの施設や場所」をあらわしており、それを表すためのコマ「プレイスマーカー」をトランプの上に置く。プレイスマーカーは建物や地形の絵が描かれた紙製のコマで、ルールブックからコピーして作成する。
ミドルフェイズでの個々のシーンでは、そのシーンの主役となる「シーンプレイヤー」がGMによって一人決定される。シーンプレイヤーは今から自分たちが街のどの場所を調査するかを裏向きのトランプの中から選択する権利がある。
シーンに参加するのは以下のプレイヤーである。
- シーンプレイヤー
- シーンプレイヤーが同行者として指定したプレイヤー（人数に制限はないが当該プレイヤーの了承が必要）
- 登場を希望し、登場判定に成功したプレイヤー
- その他GMが登場したほうがいいと判断したプレイヤー[2]

シーンに登場しなかったプレイヤーは「舞台裏」（後述）で行動することになる。
GMは各トランプで示された場所毎に、どのようなイベントが起こるかを事前にシナリオで設定している必要がある。そして、シーンプレイヤーが操るPCおよび同行しているほかのPCは、シーンプレイヤーが選んだ場所で発生するイベントを誰かがクリアすることで、シーンプレイヤーにその場所を表すカードが与えられる。このカードはマナソースとして扱われる。
このイベントのクリアで手に入ったカードが絵札もしくはAだった場合、それは「シナリオで扱われる事件の核心となる諸要素に宿っていたマナソース」であることを示す。これを「キー」と呼ぶ。GMはキーのマナソースを渡すときは必ず、そのマナソースが表しているモノは何かを明確に示す必要がある。例えば、原質のキーでは「事件の重要な証拠品や事件を解決するためのアイテム」などを表すことができ、精魂のキーでは「事件を起こした元凶の動機」や「PCが事件を解決するためのモチベーション」などを表せる。そしてこのキーが総計で6つ入手できればミドルフェイズは終了し、クライマックスフェイズへ突入する。
なお、ミドルフェイズでは戦闘ルールは使用されない。戦闘的な状況が発生した場合も通常の行為判定で解決する。戦闘的な状況では判定に失敗するとダメージの代わりに「消耗」「呪詛」「感乱」のいずれかのバッドステータスを受ける。これらは治癒されない限りは以降の行為判定に不利な修正を与える。

#### 舞台裏処理
ミドルフェイズでシーンが発生している際、そのシーンに登場しなかったキャラクターは、普段と変わらない日常を過ごしていたと解釈される。そして、そのような「ストーリー進行に関係ない日常生活」を送るだけであっても、ゲーム的にはメリットが発生するようにデザインされている。
シーンに登場しなかったキャラクターは、シーン終了時に以下の特典のうち1つを選択できる。これを「舞台裏処理」と呼ぶ。
課題をこなす
個人的に与えられる「課題」をこなす。判定や演出は不要。これを一度でも選択すれば経験点が増加する。
一時アイテムの入手
3種類のアイテムのうち1つを購入する。本作ではアイテム入手はゲーム開始前に行うことが前提のため、シナリオ中でのアイテム購入はこのタイミングでしか不可能。
マナソースを得る
なんとなく過ごしていたら偶然何かのマナソースを入手したとして、山札からカードを1枚めくる。マナソースの内容は特に決められないが、どうしても意味をもたせたいならチャートを使って決定することができる。なお、クラガリ（スペード）のマナソースが引かれた場合は山札の下に戻して引きなおす（街の危機は上昇しない）。

#### クライマックスフェイズ
クライマックスフェイズは事件を起こした元凶である「常闇」に憑かれたモノを浄化することが目的となる。これは戦闘によって解決される。
クライマックスフェイズの戦闘の舞台は、「常闇」に憑かれたモノの精神世界となる。この世界を「マキア」と呼ぶ。マキアで起こる現象は現実の物理の束縛を受けないため、不可思議な現象がいくらでも起こりうる。GMの自由な演出描写が試される場面でもあり、それを阻害しないように戦場の位置や距離を示すルールはある程度抽象化されている。
マキアは6つのエリアに分けられたシーンとして演出される。エリアは一直線にならべられており、プレイヤーキャラクターは移動を宣言することで、自分のいるエリアから「移動力」に等しい数のエリアを移動できる。武器や魔法の射程についても「自分のいるエリアからどれだけ遠いエリアに届くか」で管理される。
戦闘とは互いのHP（ヒットポイント）を削りあう行為であり、戦闘でどのような行為判定がおこなわれ、どれだけのダメージが与えられるかは、攻撃者の「マギアーツ」で規定される。スキルは原則的には使用できない。HPが0以下になったキャラクターもしくはエネミーは戦闘不能になる。死亡という概念はルール上では存在しない（GMがシナリオ内の状況として死亡という概念を盛り込むことは当然あり得る）。

#### 街の危機判定
ゲーム中、クラガリ（スペード）のマナソースが入手されたときや、GMのイベントの結果により「街の危機ポイント」が上昇する。これは常闇の活性化響が街にどれだけの悪影響を与えるかを表すポイントで、その悪影響はクライマックスフェイズが終了したときに顕在化する。しかし、PCが「正しく」魔法を使っていた場合は悪影響を防ぐことができる。これを「街の危機判定」と呼ぶ。
クライマックスフェイズ終了後、場札の中にある絵札とAの数だけダイスを振る。その出目の合計が街の危機ポイントを上回っていれば街には何も起こらない。もしも街の危機ポイント以下ならば判定は失敗したとされ、街にどのような悪影響が起こったかをチャートで決定することになる。これにより、街の施設が消滅したり大切なNPCが傷ついたりすることもある。
なお、街の危機判定に失敗した場合、一度だけ魔法学園の担任教師に助力を請うことができる。これによりもう一度同じ数のダイスを振り、その出目合計を先ほどの出目合計に加えることができる。ただし、この場合ペナルティとして最終的に得られる経験値が減らされる。

## 世界設定

### 魔法の復活
本作の舞台である世界は、西暦1999年に「常闇」と呼ばれる負の魔力の顕現により、人類文明が滅亡寸前のカタストロフが起こっている。あらゆる科学兵器が通用しない「常闇」を退けたのは、どこの軍隊でもなく異世界に隠れ住んでいた「魔法使い」の一団であった。世界が復興に入った後、「魔法使い」たちは世界各国に常闇が顕現した原因を解説した。
人間たちが住んでいるこの地球がある世界（魔法使いたちは「人界」と呼ぶ）を含むあらゆる次元界は、「魔法」と「理性」のバランスによって成り立っている。「魔法」とは世界そのものの原初の姿であり、あらゆる可能性を秘めた究極の力である。そして「理性」とは、世界のあらゆる現象を規定し、確立させる至高の力である。原初の力である「魔法」を人が「理性」で理解することで世界は形作られているのである。ただし、「理性」によって理解された魔法は物理現象や因果として固定され、もはや「魔法」ではなくなる。つまり「魔法」とは人が理解できない「不思議」そのものであるとも言い換えられる。そして、この世界の人々は発達しすぎた「理性」によって、世界のありとあらゆるものを人の認識のもとに理解しようとした。「理性」に偏りすぎた世界は非常にアンバランスなものになる。そして、そのような状態になった世界に「常闇」は現れるのだという。
常闇はまたいつか現れるのかもしれない。魔法使いたちと国際社会はこの危機を打破するために、人界に「魔法」を復活することとした。そして、人界で隠されていた「魔法」は瞬く間に世界に認知されていったのである。
それから十数年、魔法使いたちの助力もあり、世界は復興を遂げており我々の知る現在と同じくらいに、人類は平和を謳歌し、もしくは戦争を起こしている。文明や文化のレベルや町の風景も現代と全くといっていいほど変わりない。本作では魔法は科学を上書きする技術ではないとされ、魔法と科学は共存、もしくはライバルとして競い合っている。ただし、現在ではまだまだ科学が優勢である。人界で復活した「魔法」は無限の可能性は秘めていてもまだまだ荒削りなもので、人類社会においては「初期のコンピュータのような、専門の機関やマニアのもの」という扱いである。魔法が使える人はエリートではあるが、その分、一般人の生活には密着していないということである。一方、科学は我々が知る21世紀と同等のレベルにあるので、携帯電話やインターネットによる情報革命はこちらの世界でも起こっている。「この10年で世界が変わった」というようなインパクトを与えているのはいまだ科学なのである。

### 魔法学園
1999年に世界を救った「魔法使い」たちは、「魔法学園」なる異世界からやってきた人物たちである。
この世界では古代には魔法は普通に信じられており、魔法使いたちは世界を支配できる王として力を振るってきた。この当時は現代とは逆に「魔法」が「理性」を圧迫しており、肥大化する「魔法」の力は世界をアンバランスにして滅ぼしてしまうということを危惧した魔法使いたちは、世界から「魔法」を隠すことを決断した。そして、異世界に「魔法学園」を作り出しひそかに地球の人類の歴史を見張っていたのである。
学園の魔法使いたちの目的は魔法の知識を無秩序に人界にばら撒くことでも、科学を排除することでもなく、「理性」と「魔法」のバランスをとることである。そのため、彼らは「理性」を使いこなせる現代人に「魔法」を理解してもらおうとするべく、魔法学園の「分校」を世界の各地に設立した（以後、異世界にある魔法学園の母体を「本校」と呼称する）。
分校がどのような扱いになっているのかは、それが建てられた国の風土や法によって異なる。日本においては魔法学園分校は一種の専門学校として扱われており、用地買収の都合や人の集めやすさなどの理由から、日本の分校の多くは主要都市の駅前の雑居ビルに設立される。また、日本の分校はガッツリと一日中授業をするスタイルよりも、仕事帰りのサラリーマンや学校帰りの学生、昼間がヒマな専業主婦や高齢者などが毎日（もしくは週に数回）数時間の講習を受けられるという授業形式を取っている。これがあたかも英会話やパソコンなどのカルチャースクールにスタイルが似ていることもあり、一般人たちは分校のことを「駅前魔法学園」の通称で呼んでいる。

### 生徒たちの学生生活
上述したとおり、（他の国はともかく）日本の分校は原則的にカルチャースクールの形式をとっており、日常の余暇に魔法を習えるというものである。学生たちは講習可能な時間帯や修学コースを踏まえて「マグシュゼミナール」略して「マグゼミ」と呼ばれるクラスに分けられる。一つのマグゼミには担任教師一人つけられ、生徒は数人から20人までと規模は様々だが、本作は全てのPCは同じマグゼミに属しているとみなす。また、学生が持つマギカスタイル毎に特化した学科授業はマグゼミとは別に行われている。
マグゼミの授業形式は担任教師により様々だが、全てのマグゼミに共通する授業として「魔法実習」がある。これは、街で起こるなんらかの魔法的事件をマグゼミの生徒たちが解決するというもので、生徒たちは少数のグループにわけられて協力してことにあたる必要がある。
魔法実習の目的は生徒の育成だけが目的ではない。魔法復活以来、世界には大なり小なりの魔法的事件が発生するようになり、「魔法使い」たちはそれを防ぐのも仕事である。魔法学園による魔法使いの育成は、魔法事件解決ができる人材を作り出すことに他ならず、それは人類社会にとってのメリットである。学園は魔法というものを世間一般に認めてもらうためのものとして、魔法実習を一種のパフォーマンスとして行っている面もある。異世界からきたよくわからない連中よりも、同じ街に住む隣人が魔法的事件を頑張って解決してくれるほうが街の住人にとっては親しみ深いのは当然のことでもある。

### 魔法使いの社会的立場
この世界で「魔法使い」と呼ばれる存在は大きくわけて三種類いる。まずは異世界にある学園本校からやってきた本物の魔法使い。二つ目は学園とは無関係に人界で魔法を守ってきた「伝統派」の魔法使い。三つ目は法的に認められた魔法資格を取得した新世代の魔法使いである。このゲームのPCは三つ目の魔法使いを目指している分校の学生となる。
多くの国では魔法は資格制の技術として定義され、魔法の法定義がされている。ただしそれは国毎に異なっており、国際的に共通化はしていない。魔法学園分校の授業は立地される国の法と慎重に照らしあわされており、学園分校を卒業することでその国の様々な魔法資格を得ることができる。これらは各国政府側というより学園からやってきた本物の魔法使いたちの意向によりできた流れである。学園の魔法使いたちは「人界においては人界の法に従うべき」というルールをもっており、魔法使いの社会的立場を完全に一般人にまかせているのである。そして人類がいまだ国家を分けている以上は、国によって魔法使いの扱いが異なるのも当然の話である。
この考え方の元に、国際社会と魔法学園の間に結ばれたのが「イースター条約」である。条約では魔法使いは各国の法に縛られる存在であることが細かく定義されているが、常闇や魔法的災害を未然に防ぐための行為においては、魔法使いが人界の法を無視して超法規的に振舞えることも明記されている。
魔法は人界の現代社会にはまだまだ根ざしていない技術とはいえ、科学ではできないことをやってのけるために非常に注目されている。魔法資格の取得者は確実に就職に有利であり、エリート候補生となる。
現在の日本社会では魔法の資格は「既存の職業にプラスする要素」としてみなされており、魔法使いという職業そのものはまだ居場所が少なく、法整備もされていない。例えば、魔法のくすり屋さんになるには、魔法使いの資格以前に薬剤師の資格が必要である。実際は既存の薬学の知識など皆無でも魔法のくすりは作れてしまうのだが、現在の日本で薬剤師でないものが薬を処方することはできないのである。魔法の法整備の問題点については銃刀法や司法において問題が深刻で、現在の法律的には「ただの箒」にしかすぎないものは、魔法使いの手にかかればバイクや自動車のような危険な代物になる。魔法の箒で人を轢死させても法的には「歩行中にぶつかった」だけにしかならず道交法では裁くことはできないだろう。
このような問題に対して、魔法学園はとても慎重に扱っており、上述のイースター条約においては「禁忌をやぶった魔法使いを罰することにおいてはイースター条約を無視できる」とされる。つまり、あきらかに人類社会の脅威となりうる魔法使いは魔法使い側が裁いているのである。このような努力の甲斐もあって、現代社会で魔法使いたちはどこの国でもある程度は受け入れられている。
なお、宗教と魔法の関係については、大きな宗教団体ほど魔法を寛容に受け入れている。そもそも歴史ある宗教にとっては「科学の発展」がすでに異端解釈とのジレンマであったのだから、そういう意味ではやることは変わらないのである。

### 異世界
魔法学園の本校は、人界とは異なる次元に作られている。このことからわかるように、本作の宇宙観においては無数の平行世界が存在する。「世界」というものは原初のエネルギーである「魔法」を「理性」で捕らえたときに生まれる。何でもできる不思議な力に過ぎなかった「魔法」を、理解可能な言葉で説明できたときにそこに世界が生まれるのである。世界存続の理想形は魔法と矛盾しない法則で世界を理解することである。そうできた場合、そこには世界を象徴する法則と魔法が同時に存在する。例えば「蒸気と魔法」の世界、「銃と魔法」の世界、などである。科学と魔法が矛盾なく共存した「科学と魔法」の世界も存在し、これは本作の舞台となる地球界が目指す世界の姿と言える。
「理性」はあらゆる不思議を法則として確定させるという面で、世界の確立にはなくてはならない概念である、しかし、行き過ぎた理性は不思議そのものを矛盾として排除し、理解そのものを拒む。そうなると世界は大きく歪み、最後には滅びを迎えることとなる。この逆に「魔法」を不思議なものとして無思考に受け入れることも、魔法の理解を拒んだのと同じこととなる。「理性」を軽んじた世界も大きく歪み、「魔法」に飲まれてしまい原初のエネルギーに帰ってしまうと言う。世界というものが存続するには「理性」と「魔法」のバランスが不可欠なのである。
バランスを崩した世界には「常闇」が力を増すため、この地球界を守るためにも魔法使いたちは、新たの生まれつつある小世界を見守る役目を持つ。ごく小さな世界の誕生を助けることは魔法実習としてもよく行われている。
魔法学園の本校がある世界にはレイルロードと呼ばれる異世界への通路があり、様々な世界へ行くことができる。レイルロードは全ての分校にもつながっており、すなわち分校の学生たちは希望すれば本校に来訪することができるのである。本校は古代ギリシア風の建築で作られた巨大な学園都市であり、普通の分校の学生たちが訪れることができる施設はごく限られている。しかし、分校には特待生制度というものがあり、本気で魔法を勉強したい生徒には本校の優れた設備を使って本格的な魔法の勉強を好きなだけすることが許される（もちろん、相応の成績を出していないとならないが）。日本の分校がカルチャースクールのようなスタイルをとっているのは、魔法を人界の日常に根付かせることを目的に「誰でも気軽に魔法に触れられる」という身近さを強調するがゆえであるが、本格的にプロの魔法使いを目指す者のための道も用意されているのである。

### 常闇
常闇（トコヤミ）は言うなればこの世界の闇の部分すべて、である。それは絶対的な恐怖であり、人が何かを畏怖する気持ちそのものである。この世界のポジティブな概念の裏には必ずその反対としての常闇が生まれるとされ、光がある以上影が生まれるのと同じく、世界から常闇を排除することは根源的には不可能であるとされている。
常闇が「影」だとすると、それを生みだす「光」もある。上述したとおり、あらゆるポジティブな概念は「光」となりうるが、もっとも強力な光は「理性」である。近代に発展した理性と科学は、古代の人が恐れた魔物も幽霊も、錯覚か妄想として科学的に説明してきた。こうして人類は畏怖と恐怖を忘れようとしたのである。「闇」は強力な「光」の下で色濃く凝縮されていたのだが、闇を忘れた人類は誰一人その危機に気づくことはなかった。そして西暦1999年、世界はしっぺ返しを受けることになったのである。常闇は「理性」の反作用という意味では「魔法」という概念そのものとも深い関係があり、事実、魔法のマナソースの一つ「クラガリ」は常闇の力そのものである。
1999年に地球に顕現した常闇は、ねっとりとした闇そのものとしてあられた。いくつもの街がその巨大な闇に飲まれて消滅した。このときの世界の危機は魔法使いたちによりかろうじて防がれ、それ以来、常闇そのものが地球界に顕現した事例はない。しかし、魔法の復活とともに常闇という概念もまた人界に根付いた。人々は世界には闇があることを知ったがゆえに、人界には闇に惹かれてそれに取り憑かれる存在がでてきたのである。それらは「常闇の使徒」と呼ばれ、心の闇の声に応じて様々な暴挙を及ぼす。常闇に憑かれた存在は人界に危険を及ぼすが、あらゆるモノは常闇に憑かれる可能性があるため、常闇に憑かれた存在を「悪」と見なすことは魔法使いは好んでいない。そこで、魔法使いたちは常闇に憑かれた存在が町に大きな被害を出す前に、常闇から解放してあげようと努力する。これは魔法実習でもよく行われることである。
そしてこれこそが、本作『駅前魔法学園!!』で扱うシナリオのテーマそのものである。

## キャラクタークラス
バーテム
アリス
可能性を意味するバーテム。確率操作に長けている。
ソーサルナイト
挑戦を意味するバーテム。直接戦闘に長けている。
ウィザード
統率を意味するバーテム。回復と支援に長けている。
ルーンブラスター
結束を意味するバーテム。援護と殲滅に長けている。
ミスティック
意外性を意味するバーテム。かく乱と妨害に長けている。
マギカスタイル
気孔術
中国や日本で修練されてきた「気」を使う体術。
召喚術
異世界や自分のイメージの中から使い魔を呼び出し操る魔法。
数秘術
魔法そのものの法則性を把握する学問。
魔剣使い
魔力がこめられた武器による闘技法。
魔女術
箒に載って飛行したり魔法薬の精製を行う魔法。
魔法芸術
魔法を応用して芸術作品を作り出す技法。
錬金術
無から有を生み出す奇跡の魔法。
闇魔術
常闇の研究者。

## 製品一覧
- 駅前魔法学園!! ISBN 978-4-86176-855-2
- 星降る街のマギカ Replay：駅前魔法学園!! ISBN 978-4-86176-877-4
- 必勝！魔法講座 Supplement:駅前魔法学園!! ISBN 978-4-86176-883-5